# Lego Batman, le film
Cet article concerne le film de 2017. Pour le film de 2013, voir Lego Batman, le film : Unité des super héros. Pour les articles homonymes, voir Lego Batman.
Pour plus de détails, voir Fiche technique et Distribution.
Lego Batman, le film ou LEGO Batman : Le film au Québec (The Lego Batman Movie) est un film d'animation 3D américano-australo-danois réalisé par Chris McKay, sorti en 2017. Il s'agit d'un film dérivé de La Grande Aventure Lego (2014) centré sur le personnage de Batman.
Parvenant toujours à sauver Gotham City des attaques des criminels, Batman est devenu insolent pour mieux dissimuler sa profonde solitude. Vexé par son attitude, son ennemi juré le Joker se laisse enfermer à l’asile d'Arkham. Mais Batman comme Barbara Gordon, la nouvelle commissaire de police, soupçonnent un plan caché. Pour en finir avec lui, le chevalier noir et son fidèle acolyte Robin l'envoient dans la zone fantôme. Malheureusement, le clown parvient à se libérer de sa prison avec une puissance hors du commun. Batman devra confronter ses pires craintes pour sauver la ville.
Le film reçoit de bonnes critiques,,, devenant également un succès avec plus de 312 millions de dollars récoltés pour un budget de 80 millions de dollars.

## Synopsis
Dans la dimension des super-héros de DC du multivers Lego, Batman protège Gotham City et combat le crime. Au cours de sa dernière mission visant à empêcher le Joker et les autres super-vilains de Gotham de détruire la ville, Batman blesse les sentiments du Joker en lui disant qu'il n'est pas aussi important dans sa vie qu'il le pense, ce qui conduit le Joker à se venger sur lui.
Le lendemain, l'alter ego de Batman, Bruce Wayne, assiste au gala d'hiver de la ville, qui célèbre à la fois la retraite du commissaire Gordon et l'ascension de sa fille Barbara en tant que nouvelle commissaire de police de la ville, pour être furieux devant les plans de Barbara de restructurer la police pour qu'elle fonctionne sans avoir besoin de Batman. Joker sabote la fête avec les autres méchants de la ville, pour annoncer qu’ils se rendent tous à l'exception de Harley Quinn, qui disparaît pendant la confusion.
Sachant que Joker mijote quelque chose, Batman prévoit de voler le projecteur De Zone Fantôme à Superman, un dispositif qui peut bannir n'importe qui dans la Zone Fantôme, qui abrite certains des méchants les plus dangereux du multivers Lego, mais Alfred intervienne et lui conseille de s'occuper de Dick Grayson, qu'il a involontairement adopté durant le gala, il Acceptant seulement pour qu’il s’infiltre pour déjouer les pièges de Forteresse de la Solitude, Batman donna un de ses costumes à Dick au nom de Robin, après quoi le couple récupère avec succès le projecteur de la Forteresse de la Solitude et fait irruption dans l'asile d'Arkham pour envoyer le Joker dans la zone fantôme. Soupçonnant que Joker voulait y être envoyé, Barbara enferme Batman et Robin.
Alors que le projecteur est saisi comme preuve, Harley le vole dans le cadre du plan de Joker et le libère, lui permettant de retourner à Gotham avec tous les méchants qu'il avait recrutés dans la zone fantôme. Réalisant que la ville a besoin de lui après tout, Barbara libère Batman et Robin et fait équipe avec eux et Alfred pour arrêter la nouvelle menace.
Bien que Batman se retrouve capable de faire confiance et de compter sur sa nouvelle équipe pour atteindre l’île Wayne, il choisit de les renvoyer, craignant de les perdre tout comme ses parents. Face à lui seul, Joker, croyant à quel point Batman est incapable de changer ses habitudes, le zappe dans la zone fantôme avant de voler la réserve de bombes confisquées dans la Batcave pour détruire Gotham City. En arrivant dans la zone fantôme, Batman est témoin du mal que son arrogance a causé à tout le monde et accepte sa plus grande peur : faire partie d'une famille. Faisant un accord avec la gardienne de la Zone, Phyllis, pour être autorisée à retourner à Gotham afin de récupérer les prisonniers évadés de la Zone, Batman arrive à temps pour sauver ses coéquipiers, s'excusant auprès d'eux pour les avoir quittés et demandant leur aide pour arrêter Joker.
Avec l'aide des autres méchants de Gotham, qui se sont sentis négligés par le Joker lorsqu'il a refusé de les sortir d'Arkham, Batman et son équipe battent les méchants échappés et les renvoient dans la zone fantôme. Cependant, ils ne parviennent pas à empêcher les bombes de Joker de exploser, et l'explosion commence à déchirer la ville aux plaques en dessous. Batman convainc Joker de l'aider en lui disant qu'il lui donne un but d'être le héros qu'il est, et avec l'aide de tous les civils et méchants, ils parviennent à sauver Gotham, en se reliant à la chaîne pour remonter les plaques.
Avec la ville sauvée, Batman se prépare à être ramené dans la zone fantôme pour faire face aux conséquences de son comportement antérieur, pour être rejeté par Phyllis, qui choisit de le laisser rester après s'être rendu compte qu'il est un héros et avoir vu à quel point il avait changé pour sauver tout le monde. Par la suite, Batman donne à Joker et aux autres méchants une longueur d'avance pour éviter la capture, sachant qu'ils ne seront pas à la hauteur de la nouvelle famille Bat.

## Fiche technique
Sauf indication contraire, les informations mentionnées dans cette section peuvent être confirmées par la base de données cinématographiques IMDb,  présente dans la section « Liens externes ».
- Titre original : The Lego Batman Movie
- Titre français : Lego Batman, le film
- Titre québécois : LEGO Batman : Le film
- Réalisation : Chris McKay
- Scénario : Seth Grahame-Smith, Chris McKenna, Erik Sommers, Jared Stern et John Whittington d’après une histoire originale de Seth Grahame-Smith
- Musique : Lorne Balfe
- Montage : David Burrows
- Production : Roy Lee, Dan Lin (en), Phil Lord et Chris Miller
  - Production déléguée : Will Allegra, Ryan Harris, John Powers Middleton (en) et Zareh Nalbandian
  - Coproduction : Ryan Halprin
- Sociétés de production : DC Entertainment, Warner Animation Group, RatPac Entertainment, The Lego Group, Lin Pictures et Lord/Miller Enterprises
- Société de distribution : Warner Bros
- Pays d'origine :  États-Unis,  Australie,  Danemark
- Langue originale : anglais
- Genre : Animation, comédie, action et aventure
- Format : couleur - 2,39:1 - Dolby Atmos
- Durée : 104 minutes
- Dates de sortie :
  - France : 8 février 2017[5]
  - États-Unis : 10 février 2017[6]

## Distribution

### Voix originales
- Will Arnett : Bruce Wayne / Batman[7]
- Michael Cera : Dick Grayson / Robin[7]
- Zach Galifianakis : Joker[7]
- Rosario Dawson : Barbara Gordon / Batgirl[7]
- Ralph Fiennes : Alfred Pennyworth[7]
- Jenny Slate : Harley Quinn
- Susan Bennett (sous le nom de Siri)[8] : 'Puter (en) (Nordi en VF)
- Héctor Elizondo : James Gordon[9]
- Billy Dee Williams : Harvey Dent / Double Face
- Mariah Carey : la maire Mme McCaskill[7]
- Lauren White : inspecteur O'Hara, Méduse
- Conan O'Brien : Edward Nygma / l'Homme-Mystère[9]
- Jason Mantzoukas : Dr Jonathan Crane / L'Épouvantail[9]
- Doug Benson : Bane[9]
- Zoë Kravitz : Selina Kyle / Catwoman[9]
- Kate Micucci : Basil Karlo / Gueule d'argile[9]
- Riki Lindhome : Pamela Isley / Poison Ivy[9], méchante sorcière de l'Ouest
- Channing Tatum : Clark Kent / Superman[9]
- Jonah Hill : Hal Jordan / Green Lantern[9]
- Adam DeVine : Barry Allen / Flash[9]
- Eddie Izzard : Voldemort[9]
- Seth Green : King Kong[9]
- Jemaine Clement : Sauron[9]
- Ellie Kemper : Phyllis[9]
- David Burrows : Victor Fries / Mister Freeze
- Laura Kightlinger : reporter Pippa, Grace Balin / Orca
- Brian Musburger, Ralph Garman, Chris Hardwick : reporters
- Todd Hansen : capitaine Dale
- Chris McKay : pilote Bill
- Matt Villa : Waylon Jones / Killer Croc
- Richard Cheese : lui-même

### Voix françaises
- Philippe Valmont : Bruce Wayne / Batman[7],[10]
- Rayane Bensetti : Dick Grayson / Robin[7],[10],[11]
- Philippe Bozo : Joker[10]
- Nathalie Odzierejko (sous le nom de Natoo) : Barbara Gordon / Batgirl[7],[10]
- Stéphane Bern : Alfred Pennyworth[7],[10]
- Victoria Grosbois : Dr Harleen Quinzel / Harley Quinn
- Louis Garrel : James Gordon
- Sophie Riffont : le maire Mme McCaskill
- Diane Dassigny : inspecteur O'Hara
- Antoine Griezmann : Clark Kent / Superman[10],[12]
- Blaise Matuidi : Barry Allen / Flash[10],[13]
- Anil Brancaleoni (sous le nom de Wartek) : Hal Jordan / Green Lantern[10],[14]
- Camille Donda : Phyllis et Pamela Isley / Poison Ivy[15]
- Véronique Alycia : Méduse
- Raphaël Zürcher : le Pingouin[15]
- Michel Prud'homme : dinosaure de Jurassic Park[15], Killer Moth[réf. nécessaire]
- Stéphane Ronchewski : Agent Smith[15]
- Guillaume Lebon : Sauron , le premier pilote, Killer Croc
- Thibaut Lacour : Lord Voldemort
- Jérémy Prévost : King Kong
- Gérard Surugue : Bane
- Michel Dodane : Mr Freeze
- William Coryn : L’Homme Mystere
- Mathieu Buscatto : Jim, le gardien
- Gilbert Lévy : un gardien
  - Maison de doublage : Dubbing Brothers[15]
  - Direction artistique : Barbara Tissier

### Voix québécoises
- Daniel Picard : Batman / Bruce Wayne
- Nicolas Savard L'Herbier : Robin / Dick Grayson
- Mélanie Laberge : Batgirl / Barbara Gordon
- Frédéric Desager : Alfred Pennyworth
- Thiéry Dubé : Joker
- Marc Bellier : Commissaire Gordon
- Annie Girard : inspecteur O'Hara
- Pierre Auger : Double-Face
- Jean-Luc Montminy : Voldemort
- Catherine Brunet : Harley Quinn
- Frédérik Zacharek : Superman
- Olivier Visentin : Green Lantern
- Patrick Chouinard : Sauron
- Tristan Harvey : King Kong
- Mylène Mackay : Phyllis
- Marc-André Bélanger : pilote
- Jean-François Beaupré : copilote
- Sylvain Hétu : Agent Smith

## Production
Le 10 octobre 2014, il est annoncé que Will Arnett reprendra son rôle dans un film dérivé de La Grande Aventure Lego centré sur le personnage de Batman, réalisé par Chris McKay et prévu pour mai 2017,. Le 16 juillet 2015, The Hollywood Reporter annonce que Michael Cera prêtera sa voix à Robin aux côtés de Will Arnett pour Batman, tandis que Dan Lin (en), Roy Lee, Phil Lord et Christopher Miller sont annoncés comme étant les producteurs du film. Un mois plus tard, Zach Galifianakis est annoncé pour prêter sa voix au personnage du Joker.
Le 16 octobre 2015, Rosario Dawson obtient le rôle de Barbara Gordon, la fille du commissaire James Gordon qui devient par la suite Batgirl. Deux semaines après, Ralph Fiennes obtient le rôle d'Alfred Pennyworth, le majordome de Bruce Wayne alias Batman. Le 9 novembre 2015, le site internet Deadline révèle que Mariah Carey prêterait sa voix au personnage de James Gordon, information qui fut par la suite démentie par The Hollywood Reporter qui a annoncé qu'elle prêterait finalement sa voix au maire de Gotham City.
Billy Dee Williams prête sa voix à Double-Face. Il avait déjà interprété le rôle d'Harvey Dent dans le film Batman de Tim Burton sorti en 1989.
Le 6 décembre 2016, Rayane Bensetti annonce sur son compte Twitter qu'il est la voix de Robin,. Le 19 du même mois, Warner révèle deux autres voix françaises : l'animateur Stéphane Bern double Alfred Pennyworth et la vidéaste Natoo double Barbara Gordon. Le 10 janvier 2017, le vidéaste Wartek annonce, également sur son compte Twitter, qu'il double Green Lantern. Le 25 janvier, le joueur de football Antoine Griezmann annonce qu'il double Superman. Le jour suivant, son coéquipier de l'équipe de France, Blaise Matuidi, officialise sa participation dans le doublage de Flash.
Le 4 février 2017, Warner Bros. met en ligne le casting vocal américain complet.

## Bande originale
La musique du film est composée par Lorne Balfe. On retrouve par ailleurs sur l'album de la bande originale des reprises de chansons pop rock, comme Man in the Mirror. La chanson Everything is Awesome, écrite pour le film La Grande Aventure Lego est ici chantée par le groupe Richard Cheese and Lounge Against the Machine.
Le film contient une chanson thème exclusive à la version japonaise intitulée "Let's Go", interprétée par le groupe Kis My Ft2.
| No  | Titre                                                  | Interprètes                                   | Durée |
| --- | ------------------------------------------------------ | --------------------------------------------- | ----- |
| 1.  | Who's the (Bat) Man                                    | Patrick Stump                                 |       |
| 2.  | Forever                                                | DNCE                                          |       |
| 3.  | (I Just) Died in Your Arms                             | Cutting Crew                                  |       |
| 4.  | Invincible                                             | Kirsten Arian                                 |       |
| 5.  | One                                                    | Harry Nilsson                                 |       |
| 6.  | Heroes (We Could Be) (Hard Rock Sofa and Skidka Remix) | Alesso feat. Tove Lo                          |       |
| 7.  | Man in the Mirror                                      | Alex Aiono                                    |       |
| 8.  | Friends Are Family                                     | Oh, Hush! feat. Will Arnett & Jeff Lewis      | 2:25  |
| 9.  | I Found You                                            | Fraser Murray                                 |       |
| 10. | Forever                                                | Justin Tranter                                |       |
| 11. | Man in the Mirror                                      | Richard Cheese and Lounge Against the Machine |       |
| 12. | Everything is Awesome                                  | Richard Cheese and Lounge Against the Machine |       |
| 13. | Black                                                  | Lorne Balfe, Chad Smith                       |       |
| 14. | Your Greatest Enemy                                    | Lorne Balfe, Chad Smith                       |       |
| 15. | The Arrival of Robin                                   | Lorne Balfe, Chad Smith                       |       |
| 16. | Joker Crashes the Party                                | Lorne Balfe, Chad Smith                       |       |
| 17. | No Seat Belts Required                                 | Lorne Balfe, Chad Smith                       | 2:18  |
| 18. | To Cage the Joker                                      | Lorne Balfe, Chad Smith                       |       |
| 19. | The Phantom Zone                                       | Lorne Balfe, Chad Smith                       |       |
| 20. | Open for Business                                      | Lorne Balfe, Chad Smith                       |       |
| 21. | Chaos in Gotham                                        | Lorne Balfe, Chad Smith                       |       |
| 22. | Lava Attack                                            | Lorne Balfe, Chad Smith                       |       |
| 23. | For your Own Good                                      | Lorne Balfe, Chad Smith                       |       |
| 24. | Joker Manor                                            | Lorne Balfe, Chad Smith                       |       |
| 25. | Batman's in the Zone                                   | Lorne Balfe, Chad Smith                       |       |
| 26. | The Babs Signal                                        | Lorne Balfe, Chad Smith                       |       |
| 27. | Battle Royale                                          | Lorne Balfe, Chad Smith                       |       |
| 28. | A Long Farewell                                        | Lorne Balfe, Chad Smith                       |       |

## Sortie

### Promotion
La première bande-annonce du film est publiée par Warner Bros. le 24 mars 2016. La chanson Black and Yellow de Wiz Khalifa y figure. Elle a notamment été diffusée lors des projections de Batman v Superman : L'Aube de la justice au cinéma[réf. nécessaire]. Une deuxième bande-annonce est sortie quatre jours plus tard et inclut des références relatives aux diverses apparitions de Batman, allant de Batman v Superman au film de 1966.
Dans la quatrième bande annonce du film, c'est la chanson One is the Loneliest Number de Three Dog Night qu'on peut entendre.
Pour l'édition 2016 du Comic-Con, un teaser est sorti le 24 juillet 2016.
La dernière bande-annonce sort en novembre 2016. Deux mois plus tard, Warner ressort la même avec le doublage français.

### Critiques
Le film reçoit de bonnes critiques. Sur le site Rotten Tomatoes, le film atteint le score de 99 % soit la note de 7.6/10. Sur le site Metacritic, le film atteint le score de 75 sur 100 d'après 48 critiques. Quant au site CinemaScore, il donne une excellente note "A+".

### Box-office
Depuis sa sortie, le film a récolté plus de 301 millions de dollars dans le monde. En France, le film a fait plus de 850 000 entrées.

## Clins d'œil et références
Le film est rempli de clins d’œil et allusions à divers univers de fiction et œuvres liés aux studios Warner Bros :
- diverses adaptations de Batman au cinéma : les différents costumes sont passés en revue, des images d'Adam West en Batman sont diffusées, le Joker évoque une histoire avec deux bateaux (The Dark Knight : Le Chevalier noir), la bande originale de Prince pour le film de 1989, etc ; mais également de nombreux clins d'œil au premier film de 1966.
- Univers de Harry Potter : dans la Zone Fantôme, le Joker rencontre puis libère Lord Voldemort. Ce dernier utilise le sortilège Wingardium Leviosa[29]. Ironiquement, Ralph Fiennes, incarnation de Voldemort au cinéma, prête ici sa voix à Alfred.
- Ligue de justice d'Amérique : la plupart des membres apparaissent lors d'une soirée organisée par Superman dans sa forteresse de solitude pour les 57 ans de la Ligue. On retrouve notamment Wonder Woman, Flash, Green Lantern, Hawkman, Aquaman, J'onn J'onzz, Cyborg, Black Canary, Wonder Dog, etc.
- Marvel Comics : le mot de passe pour entrer dans la Batcave est « Iron Man est naze ».
- Terre du Milieu : Le Joker libère Sauron pour le ramener dans le monde réel[29].
- Dans sa salle de cinéma privée, Batman regarde le film Jerry Maguire avec Tom Cruise.
- Doctor Who : Le Joker libère de la zone fantôme les Daleks, une espèce d'extraterrestres de la série télévisée britannique[29].
- Gremlins
- King Kong
- Le Magicien d'Oz avec la méchante sorcière de l'Ouest du Magicien d'Oz et ses singes volants.
- l'agent Smith et ses clones de la série de films Matrix
- Le requin du film Les Dents de la mer.
- des dinosaures dont des tyrannosaure rex et un vélociraptor de la série de films Jurassic Park.
- La Gorgone Medusa, du film Le choc des titans.